# Улм
Улм (рум. Ulm) — село у повіті Хунедоара в Румунії. Входить до складу комуни Чербел.
Село розташоване на відстані 302 км на північний захід від Бухареста, 16 км на південний захід від Деви, 127 км на південний захід від Клуж-Напоки, 117 км на схід від Тімішоари.

## Населення
За даними перепису населення 2002 року у селі проживали 44 особи, з них 43 особи (97,7%) румунів. Усі жителі села рідною мовою назвали румунську.